# Cuevitas (Texas)
Cuevitas es un lugar designado por el censo ubicado en el condado de Hidalgo en el estado estadounidense de Texas. En el Censo de 2010 tenía una población de 40 habitantes y una densidad poblacional de 46,24 personas por km².

## Geografía
Cuevitas se encuentra ubicado en las coordenadas 26°15′24″N 98°34′39″O / 26.25667, -98.57750. Según la Oficina del Censo de los Estados Unidos, Cuevitas tiene una superficie total de 0.87 km², de la cual 0.8 km² corresponden a tierra firme y (8.08%) 0.07 km² es agua.

## Demografía
Según el censo de 2010,había 40 personas residiendo en Cuevitas. La densidad de población era de 46,24 hab./km². De los 40 habitantes, Cuevitas estaba compuesto por el 100% blancos, el 0% eran afroamericanos, el 0% eran amerindios, el 0% eran asiáticos, el 0% eran isleños del Pacífico, el 0% eran de otras razas y el 0% pertenecían a dos o más razas. Del total de la población el 100% eran hispanos o latinos de cualquier raza.

## Educación
El Distrito Escolar Independiente de La Joya gestiona escuelas públicas que sirven al lugar. Las escuelas son: la Escuela Primaria Sam Fordyce, la Escuela Secundaria Lorenzo de Zavala, y la Escuela Preparatoria La Joya.